# David Lei Brandt
David Leibrandt Masterson (født 29. november 1986 i Pomona, Californien) er en amerikansk sanger.

## Karriere
David spillede hovedroller på Equity Stage under sin far, mens han stadig gik i skole i Californien. I sine teenageår, inden han startede sin sangkarriere spillede David i mange musicals, især High School Musical. David begyndte sin karriere med at slutte sig til boybandet Varsity Fanclub i 2008. Efter bandets opløsning støttede David sangerinden Lady Gaga, Katy Perry og Jordin Sparks ved adskillige koncerter ture. Derefter sluttede David sig til Team 5ünf med Jay Khan og Marc Terenzi i 2021.

## Liv
David bor nu i Berlin, hvor han fremførte musik ved at oversætte sange til tysk sprog.